# 八佰伴
八佰伴（Yaohan，在日本使用的漢字名稱為或片假名），是一家已結業的日本大型連鎖零售商。

## 歷史
- 1930年12月，農民出身的和田良平及其妻和田カツ（其名字多譯作和田加津，據信為日本電視劇《阿信》的原型）在靜岡縣熱海市創辦一家小型商店「八百半商店」（八百半商店），主要售賣水果。
- 1948年10月，八百半商店改組為「株式会社八佰伴商店」（株式会社八百半商店），和田良平自任會長（董事長）。
- 1950年7月，八佰伴商店改名為「株式会社八佰伴食品百貨」（株式会社八百半食品デパート）。此後，八佰伴逐漸擴展成日本一家連鎖超級市場集團。分店主要集中於靜岡縣，並於東京證券交易所股票上市。
- 1962年6月20日，「株式会社和田商事」（株式会社和田商事）成立。
- 1962年7月，和田商事繼受八佰伴食品百貨之營業權並改名為「株式会社八佰伴百貨」（株式会社八百半デパート），和田良平之子和田一夫擔任會長，當時和田一夫33歲。其後，八佰伴積極進軍海外市場。
- 1971年進軍巴西。
- 1973年在新加坡開設百貨店，和田良平逝世。
- 1976年在美國及哥斯達黎加開設零售店。
- 1984年在香港開設首店。
- 1986年在汶萊，臺灣開店。
- 1987年在馬來西亞開店。
- 1988年在泰國開店。
- 1991年在上海開店。
- 1992年在澳門新口岸開店。
- 1993年在加拿大溫哥華及英國開店。
- 1997年9月18日，八佰伴宣告破產倒閉。
- 1997年11月20日，八佰伴香港全線倒閉。

## 公司結構及改革

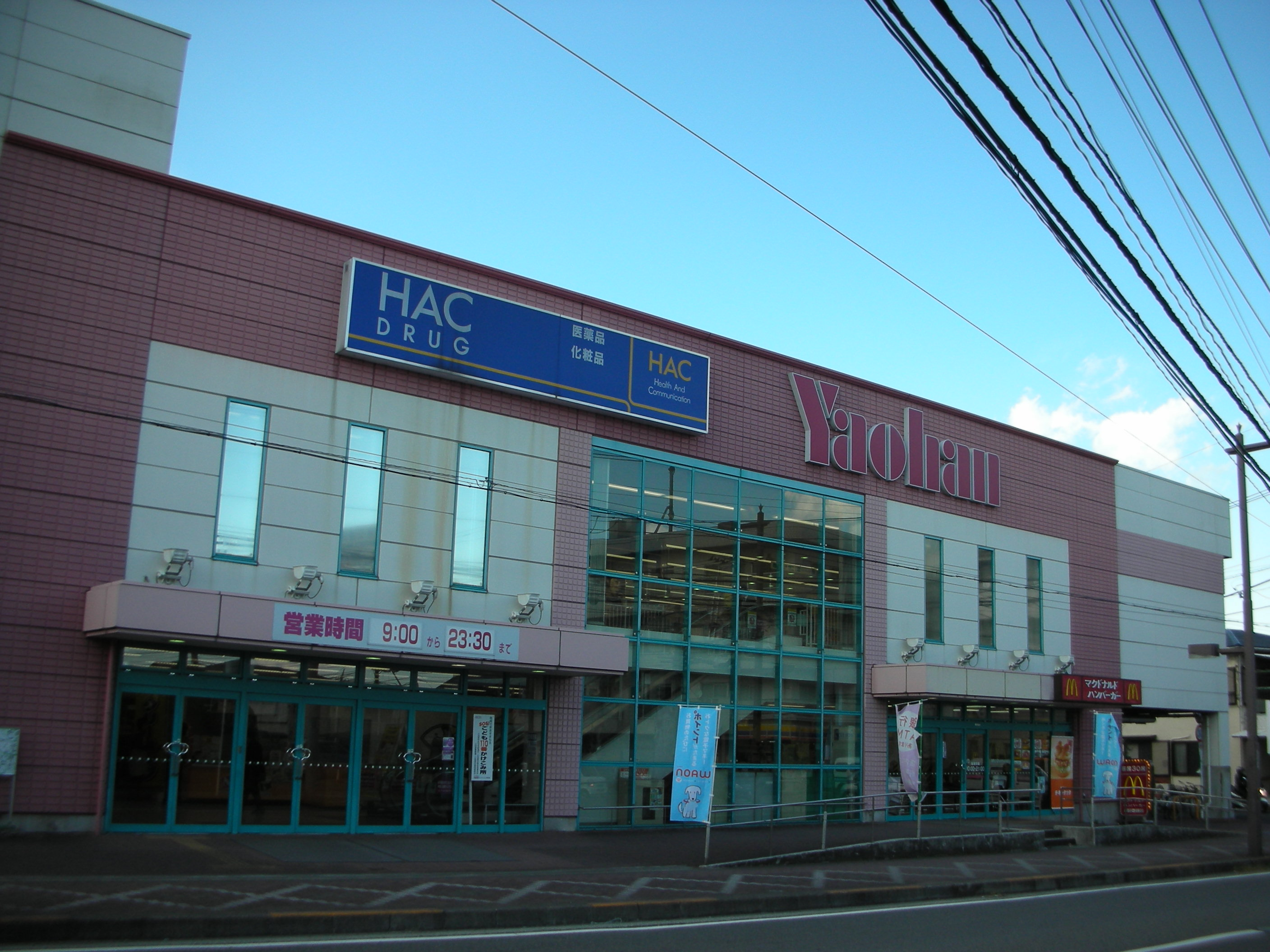
日本八佰伴

1989年，八佰伴成立「八佰伴國際控股」（ヤオハン・インターナショナル・ホールディングス），由和田晃昌擔任社長，和田一夫擔任會長（董事長）。
1990年代，八佰伴大幅擴展其海外業務，全盛期在世界16個國家共有450家分店。
1990年，八佰伴在香港成立「八佰伴國際」（国際流通グループ・ヤオハン）總部。
1991年，中華人民共和國國務院批准八佰伴國際與上海第一百貨合資建立百貨公司，此後八佰伴在中國開設多家分店。
1991年11月1日，八佰伴百貨改名為「株式会社八佰伴日本」（株式会社ヤオハン・ジャパン）。
1993年4月，和田加津（和田カツ）逝世。
1995年，八佰伴在上海開設上海第一八佰伴，是亞洲面積最大的百貨店之一。
1996年7月1日，和田一夫宣布，八佰伴國際將總部由香港遷移至上海。
1997年，八佰伴受到擴展過速、亞洲金融風暴及日本泡沫經濟爆破後的調整等多項因素影響；9月18日，八佰伴總裁和田光正（會長和田一夫之弟）召開記者會宣布，八佰伴日本由於負債高達1613億日圓，已經依據《會社更生法》向靜岡地方裁判所申請破產，他與和田一夫都將引咎辭職。而社長和田晃昌涉及偽造八佰伴帳目隱瞞虧損被捕，1999年判處入獄，但准緩刑三年。為當年日本最大的零售業破產事件。
1997年12月18日，八佰伴日本開始重整程序。
1999年12月，八佰伴日本向靜岡地方裁判所提交重整計畫。
2000年3月2日，靜岡地方裁判所裁定核准八佰伴日本重整計畫。同年，八佰伴日本被日本零售商永旺集團收購並改名為「株式会社八佰伴」（株式会社ヤオハン）。
2002年2月22日，靜岡地方裁判所裁定八佰伴重整程序終結。
2002年3月1日，八佰伴改名為「Maxvalu東海株式會社」（マックスバリュ東海株式会社），登記總部所在地由靜岡縣沼津市改為靜岡縣駿東郡長泉町。
大部份八佰伴分店已被收購及易名，只有幾間保留八佰伴的名稱——澳門分店以新八佰伴名義繼續經營、上海的分店則以原名「上海第一八佰伴」為名經營、大温哥華的分店也以原名「八佰伴中心」為名繼續經營。
此外，在中国大陆的无锡、镇江、马鞍山、南京和南通等城市，还存在着由江苏华地集团经营的以「八佰伴」为名的百货商场；除了无锡八佰伴外的其它分店，都是华地集团收购无锡八佰伴后以「八佰伴」为品牌独立投资兴建的，与原八佰伴无关。
2009年6月，和田一夫在東京都接受臺灣《今周刊》的專訪，說：「母親的一生，並非全都與劇中的阿信一模一樣。」
2019年8月19日，和田一夫於凌晨2時54分，在靜岡縣伊豆之國市的家中逝世，享年90歲，告別式於同年9月21日早上舉行。

## 香港八佰伴
八佰伴1984年在香港開設首家百貨店，設於沙田新城市廣場，其後亦在紅磡黃埔花園、屯門屯門市廣場、荃灣悅來坊、元朗大興大廈、天水圍嘉湖新北江商場、藍田匯景廣場、將軍澳厚德商場、馬鞍山新港城中心及馬鞍山廣場等地開設分店，1995年10月18日開設的馬鞍山店被冠以「Nextage Yaohan」，最高峰時期曾開設10家分店，總零售面積約500,000平方英尺。大滿貫、茜廊、聖安娜餅屋、麵包廊、歡樂天地、仿膳飯莊、多間中式酒樓同屬八佰伴集團擁有。
1992年，八佰伴創辦人和田一夫看好藍田及天水圍地產前景，爽快買下藍田匯景廣場及天水圍嘉湖山莊商場（現稱嘉湖新北江商場），因此藍田匯景廣場曾為唯一一間維持多年的八佰伴旗下商場。八佰伴百貨公司第6分店在藍田匯景商場四至五樓全層，面積10500平方米，於1992年9月3日開幕，為唯一一間自有物業的分店，四樓為超級市場及美食廣場，五樓近扶手電梯一帶為服裝、玩具部、近往匯景花園平台一帶為家品、電器部。
八佰伴曾經在1990年把其總部設於香港灣仔會展廣場辦公大樓49及51樓，其會長和田一夫曾在香港開設及收購多家上市公司，包括八佰伴飲食、八佰伴食品、妙麗、聖安娜餅屋、歡樂天地及大滿貫快餐店等。八佰伴香港於1988年在香港聯合交易所上市，八佰伴國際（HKEx: 0700）則在1993年上市。1996年，八佰伴國際曾計劃把八佰伴香港私有化，但因第二大股東鄧普頓基金反對而失敗。
八佰伴於1997年11月20日10間分店全線結業後，遣散2,700人。原址騰出約96萬平方呎之零售空間，短期內未能完全為市場所吸納。然而，地理位置較佳及人流如鯽之商舖，被吸納之速度會較快。其中紅磡黃埔花園和屯門屯門市廣場的八佰伴分店都由日資百貨公司吉之島（現AEON百貨）取代，店鋪保持八佰伴的風格。新城市廣場分店分拆為多間商舖，其中二樓主要由C!ty'super承租，而地下原美食廣場亦分拆為多間食肆。馬鞍山新港城中心分店則由恆基兆業旗下的千色Citistore取代，馬鞍山廣場部分則被分割成多間細舖以及Taste；厚德商場（現TKO Gateway）2樓其中約四萬平方呎亦已改建為美食廣場，1樓部分則分拆為多間商舖；匯景廣場4樓超級市場及美食廣場大部份已被百佳超級廣場所租用、5樓被分拆為多間商店；荃灣悅來坊曾由熊貓百貨取代，但人流已大不如前，現由永旺百貨租用。元朗大興大廈、馬鞍山廣場及嘉湖新北江商場分店被分拆為多間商店。
八佰伴國際於1998年8月11日停牌；1999年2月26日，八佰伴國際按法庭命令正式清盤，飲食業務由香港飲食管理有限公司收購繼續經營；2002年5月6日起，八佰伴國際撤銷上市地位。其後的八佰伴國際與和田家族已沒有任何關係。

## 臺灣八百伴
八百伴於1986年7月14日登記成立臺灣子公司「臺灣八百伴百貨股份有限公司」，統一編號22170416。為了避開台灣百貨業一級戰區台北市，臺灣八百伴百貨選擇在台中市開業，在中清路興建百貨大樓，並引進裕毛屋生鮮超市。1988年12月，八百伴台中店開幕，是中清路第一家百貨商場，總面積2970坪，開幕當時蔚為風潮；但當地沒有大眾捷運系統帶來大量外來客消費，社區發展緩慢，周圍商圈沒有發展，市場佔有率隨著新鮮度降低而下降。1993年1月，八百伴台中店結束營業。八百伴接著又在桃園縣桃園市大有路興建百貨大樓，開設桃園店，總面積一萬六千坪。1995年1月24日，臺灣八百伴百貨登記解散。1997年3月23日，八百伴桃園店結束營業，整棟低價賣給新光集團，成為新光三越百貨桃園大有店（已於2023年2月結業）；八佰伴至此撤出台灣市場。

## 澳門八佰伴

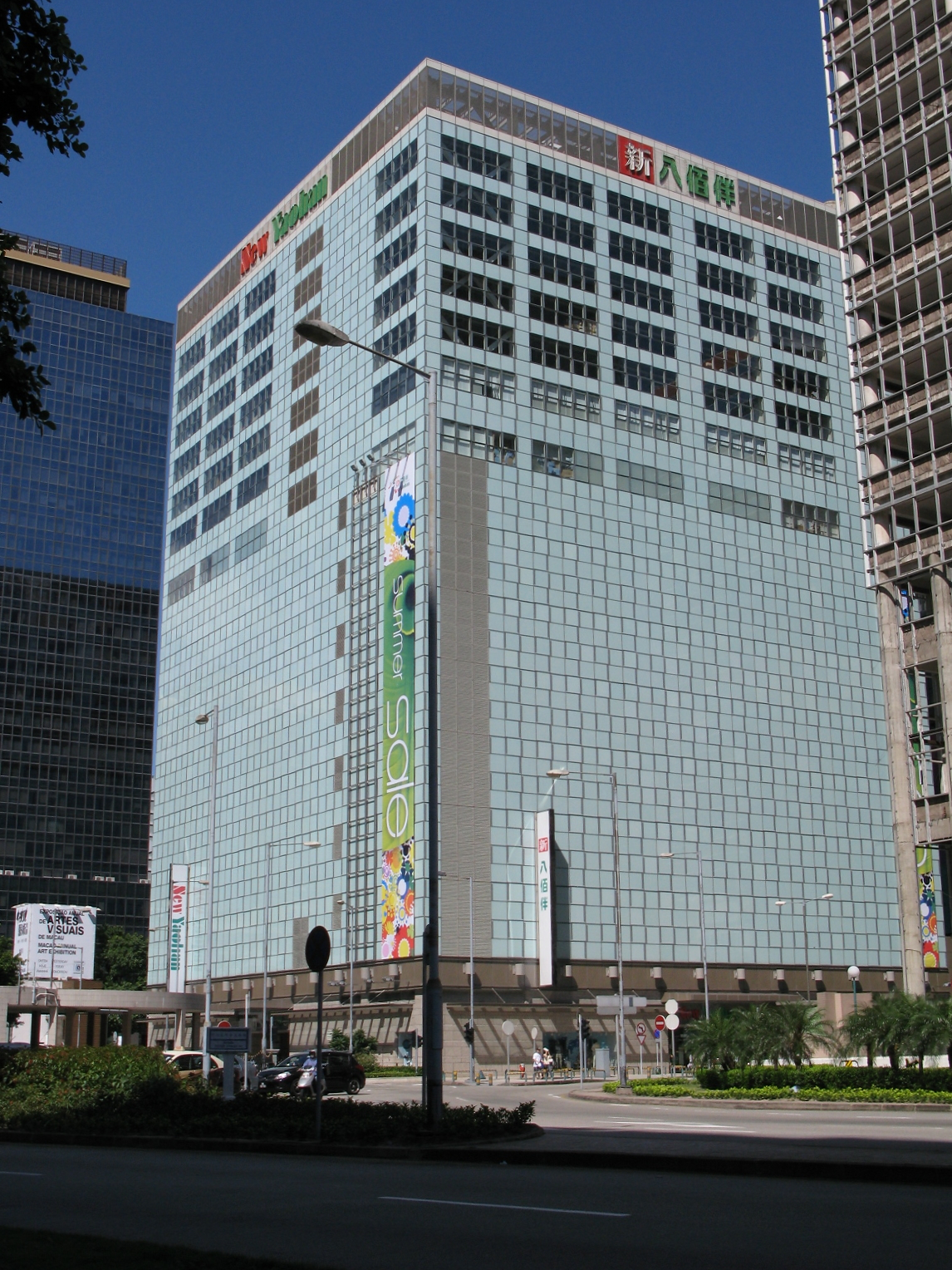
澳門八佰伴破產後，改名為新八佰伴繼續經營，2008年遷至南灣繼續營業。

八佰伴1992年在澳門開設首家分店，設於澳門新口岸區原回力球場停車場，毗鄰當時的港澳碼頭，成為全澳門最大型百貨公司。
八佰伴於1997年9月18日申請破產後，由澳門旅遊娛樂有限公司（現在的澳門博彩股份有限公司）收購，並取名新八佰伴繼續經營。現在新八佰伴仍然是澳門最大型的百貨公司，新八佰伴已遷至南灣繼續營業，新口岸商場原址現為海立方娛樂場。

## 上海第一八佰伴

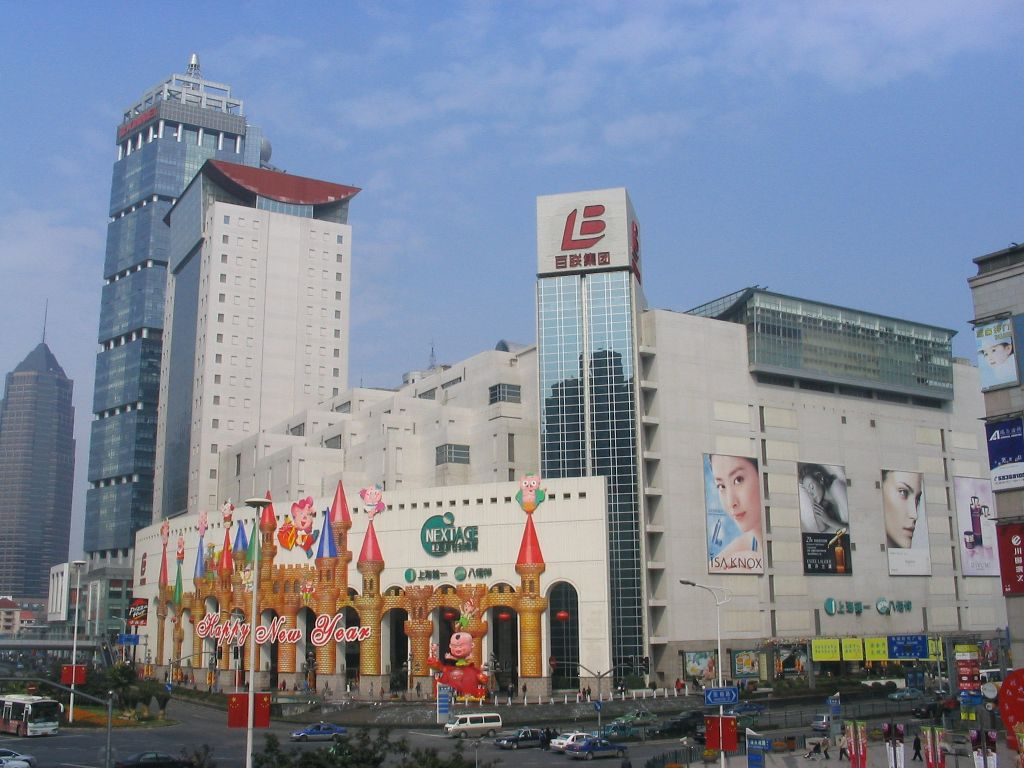
位於上海的第一八佰伴，大廈名稱為上海新世紀商廈

八佰伴在上海的分店上海第一八佰伴，1995年12月20日开始营业，建筑物命名为新世纪商厦，地址位于张杨路浦东南路路口，建筑面积约14万平方米，其中商场面积约10万平方米。从此「八佰伴」成为上海浦东新区的有名地标和重要商圈，多条公交线路以八佰伴为站名。上海八佰伴為中國首家中日合資百貨。
八佰伴的注册资本结构为上海第一百货占45%，日本八佰伴占19%，香港八佰伴占36%。日本八佰伴于1998年倒闭后，中方收购了日本八佰伴持有股权，以「第一八佰伴」的名称继续经营。2003年，百联集团接收了香港八佰伴持有的股权。
第一八佰伴如今依然是上海浦东新区零售营业额的龍頭，2008年12月31日的新年购物潮，再创中国大陆单店单日零售最高纪录。

## 无锡八佰伴

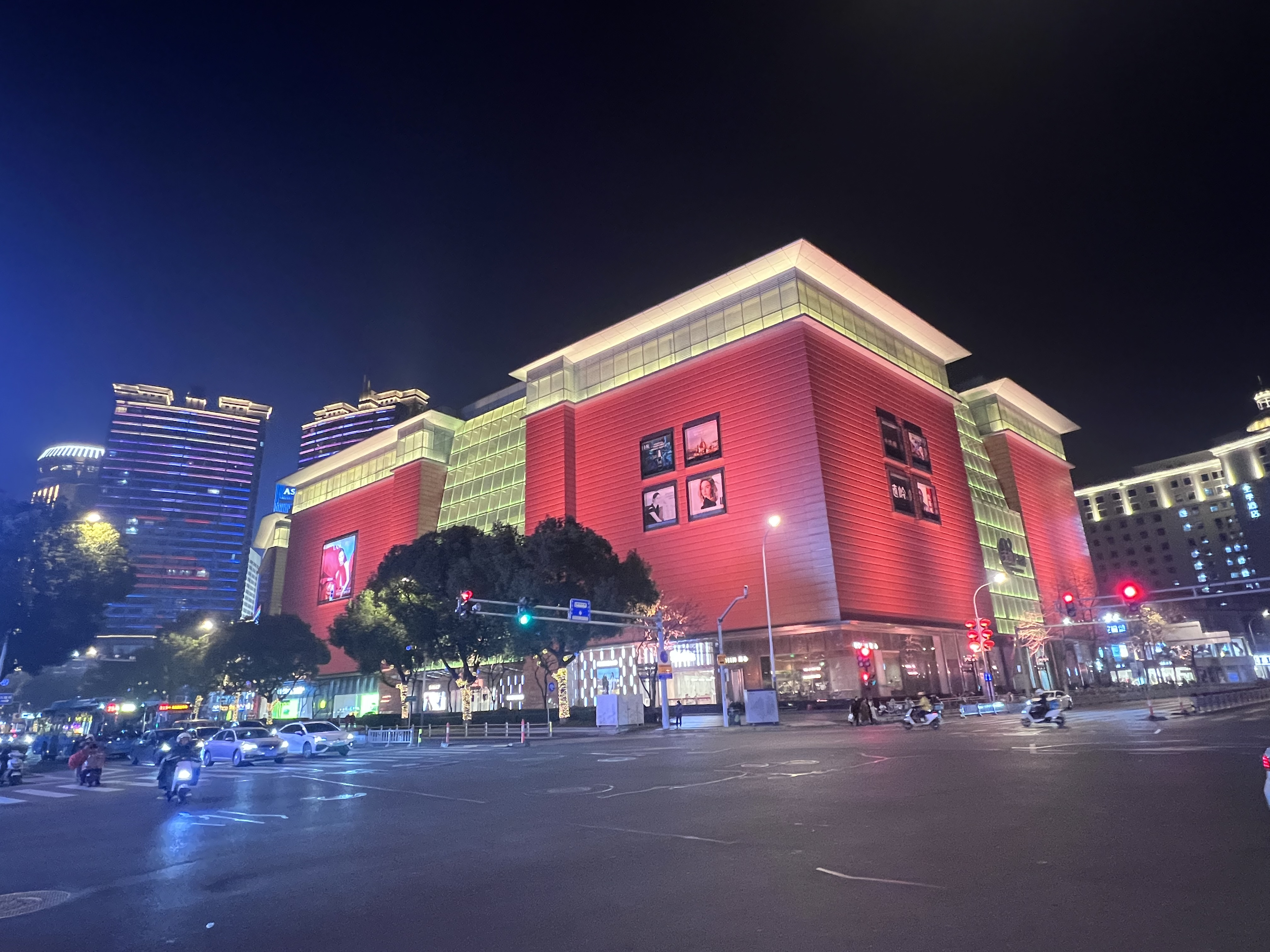
无锡八佰伴

除上海第一八佰伴之外，目前在中国大陆其它城市还有数家以「八佰伴」为名的百货商店。其中开业最早的是「无锡八佰伴」，该店于1996年7月开业，当时为中日合资企业。日方母公司倒闭后，被中国江苏华地集团于2005年12月收购，以「无锡八佰伴」之名继续经营。华地集团后获得了「八佰伴」的品牌使用权，又陆续在其它城市投资兴建了其它「八佰伴」商城，分别为：镇江八佰伴、马鞍山八佰伴以及南京八佰伴（位于南京市繁华的湖南路上，2008年10月开业）。2010年，华地集团又收购了位于南通市商业中心的百货大楼，并以「南通八佰伴」之名于2010年9月29日重新开门营业，而原定开办的昆山八佰伴因种种原因改由百盛集团经营。
除了「八佰伴」之外，华地集团还拥有「华地」和「大统华」两个零售业品牌，在该集团的发源地江苏宜兴，至今仍以「华地百货」为名进行经营。

## 加拿大大温地區八佰伴超市和八佰伴中心

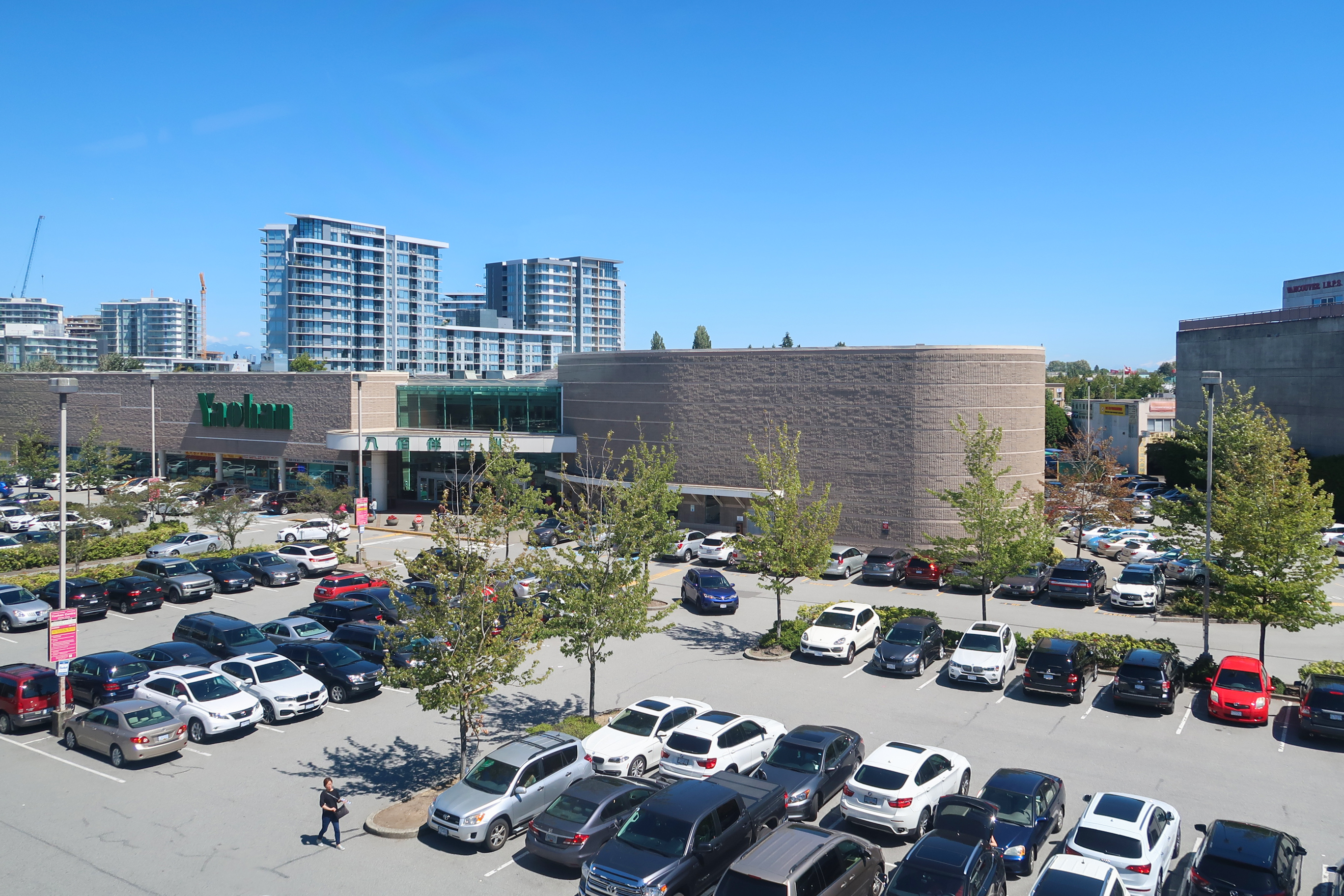
加拿大八佰伴

1993年日本八佰伴在大温哥華地區的列治文市建立了一家八佰伴中心，是一個專門提供亞洲和大中華地區式服務和零售的購物商場。商塲內有一家專門提供日本和亞洲食品的八佰伴超市也是屬於日本八佰伴所有。不過在1997年日本八佰伴结束在加拿大大温地區的業務。八佰伴中心被台商統一集團收購繼續以八佰伴中心的名稱營運至今；而八佰伴超市則被當地的一家華人超市大統華接管並易名為大阪超級市塲營運至今。

## 參看
- 新光三越百貨
- 崇光百貨